# DBL-583
DBL-583 là chất ức chế tái hấp thu dopamine có chọn lọc của nhóm hóa chất piperazine. Nó là este decanoate của hydroxy vanoxerine. DBL-583 phân hủy rất chậm trong cơ thể, kéo dài đến một tháng sau một lần tiêm.